# Torschuss

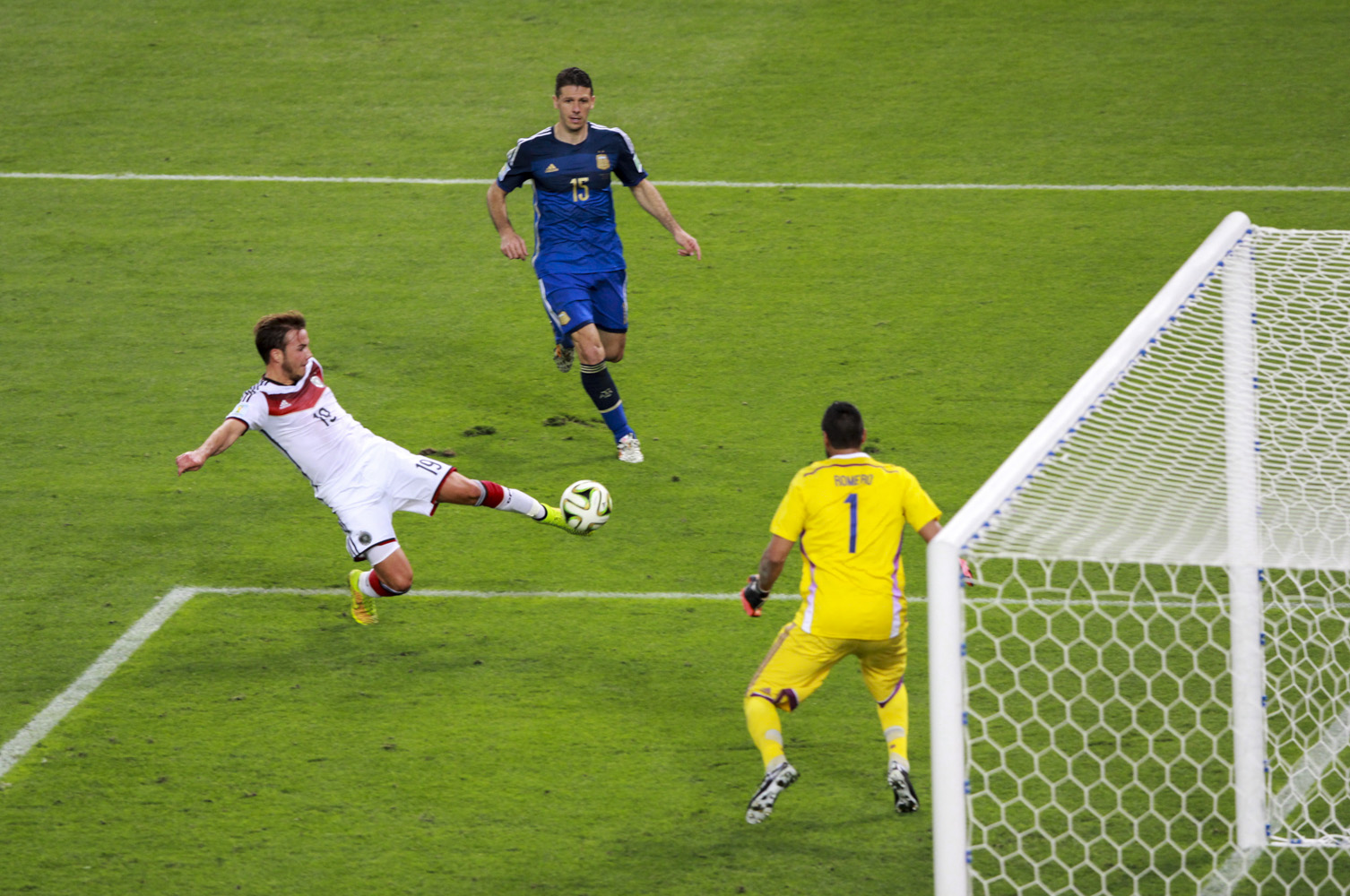
Mario Götze beim Torschuss zum 1:0 im Fußball-WM-Finale 2014

Unter Torschuss versteht man in Sportarten, in denen auf Tore gespielt wird (Fußball, Handball, Hockey, Eishockey etc.), einen erfolgreichen oder beabsichtigten Versuch, das betreffende Spielobjekt (z. B. beim Eishockey den Puck) im gegnerischen Tor unterzubringen. 
Eine offensive Taktik einer Mannschaft (siehe z. B. Taktik (Fußball)) richtet sich darauf, möglichst viele oder sichere Möglichkeiten für einen Torschuss zu schaffen; eine defensive Taktik versucht, die gegnerische Mannschaft an der Erarbeitung von Möglichkeiten für einen Torschuss zu hindern.
Im Fußball werden Torschüsse (die in Richtung des Tores gehen) oft von Fehlschüssen unterschieden (die das Tor verfehlen, selbst wenn sie von einem anderen Spieler abgelenkt werden). Im englischen Sprachraum ist diese Unterscheidung klarer, weil dort in den Statistiken immer zwischen „shots on goal/target“ und „shots wide“ unterschieden wird. Kopfstöße, die im engeren Sinn keine Schüsse sind, zählen dabei ebenfalls zu den Torschüssen.
In statistischen Analysen gilt die Anzahl der Torschüsse als Maß für die Angriffslust einer Mannschaft.